# Оля Кнежевич
Оля Кнежевич (на черногорски: Olja Knežević) е черногорска журналистка, преводачка и писателка, авторка на произведения в жанра социална драма.

## Биография и творчество
Оля Райчевич Кнежевич е родена през 1968 г. Подгорица, Черна гора, СФРЮ. След като прекарва детството си в Черна гора, тя се премества като тийнейджърка в Калифорния, където завършва гимназия „Капистано Валей“ край град Мишън Виехо.
През 90-те години участва в хуманитарна дейност по време на югославските войни и работи като журналист, редактор и преводач на радио „Брод“ и като помощник-мениджър по проекта за социално подпомагане на Датския съвет за бежанци. После следва английска филология в Белградския университет, след което получава през 2008 г. магистърска степен по творческо писане от Биркбек Колидж на Лондонския университет с награда за най-добра магистърска дисертация, която е публикувана като разказа „В страната на секса“ през 2008 г. в британското списание MIR. Живее в Лондон в продължение на 10 години, след което се мести в Загреб.
Първият ѝ роман „Милена и други социални реформи“ (Milena & Other Social Reforms) първоначално е написан на английски език като адаптация на магистърската ѝ дипломна работа и е публикуван самостоятелно. След това е преведен на черногорски и е издаден от независимо издателство в Черна гора. В този политически трилър-драма, главната героиня Милена е красива млада жена, която счита, че постигнала всичко след като става преводач на президента. Нейната визия е олицетворение на новата Източна Европа, но новото бъдеще си има цена, и тя бива машината на престъпността, корупцията и трафика на хора, на което тя трябва да намери изход. И двете издания стават бестселъри, макар и романът да е остро критикуван от правителството на Черна гора и от авторите и рецензентите на правителствения режим.
В периода 2010 – 2014 г. е автор на множество разкази и колони (над 80) за списание Art, както и за други литературни списания и приложения, най-добрите от които са събрани и публикувани през 2013 г. в автобиографичния сборник „Лондонски истории на юга“ (Londonske priče juga). Разказите ѝ са адмирирани от застъпническата група „Амнести Интернешънъл“.
Следват романите ѝ „Мисис Блек“ (Gospođa Black) – историята за млада черногорка в беда, която поради стечение на обстоятелствата се установява в центъра на Лондон, и „Катерина, велика и малка“ (Katarina, velika i mala). Романът ѝ „Катерина, велика и малка“ е история за семейни отношения и трагедии, женски приятелства, любовни предателства и измами, заминавания и бягства, роман за съвременната балканска жена, в общество, където властта и парите, различните политически опции, наследниците и роднините се борят за надмощие. Романът печели наградата VBZ за млади автори на хърватското издателство VBZ.
Произведенията ѝ са свързани с черногорската култура и история през феминистки и често имигрантски поглед.
Оля Кнежевич живее в Загреб.

## Произведения

### Самостоятелни романи
- Milena & Other Social Reforms (2011) – издаден и като Milena & druge društvene reforme[1][2]
- Gospođa Black (2015)[3]
- Katarina, velika i mala (2019)

### Сборници
- Londonske priče juga (2013)[1][3]